# Nikolai von Krüdener

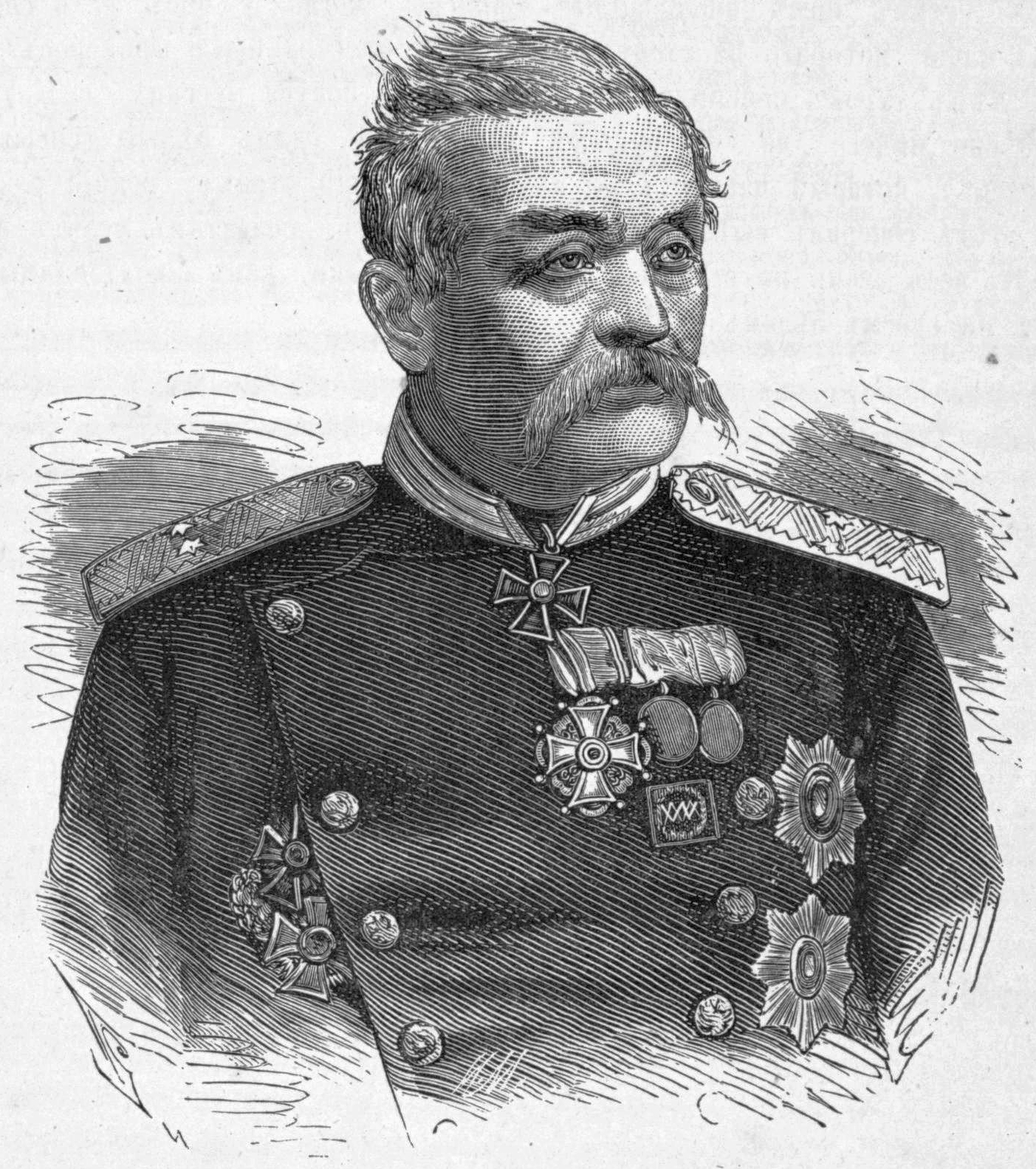
Nikolai Karl Gregor von Krüdener, 1878

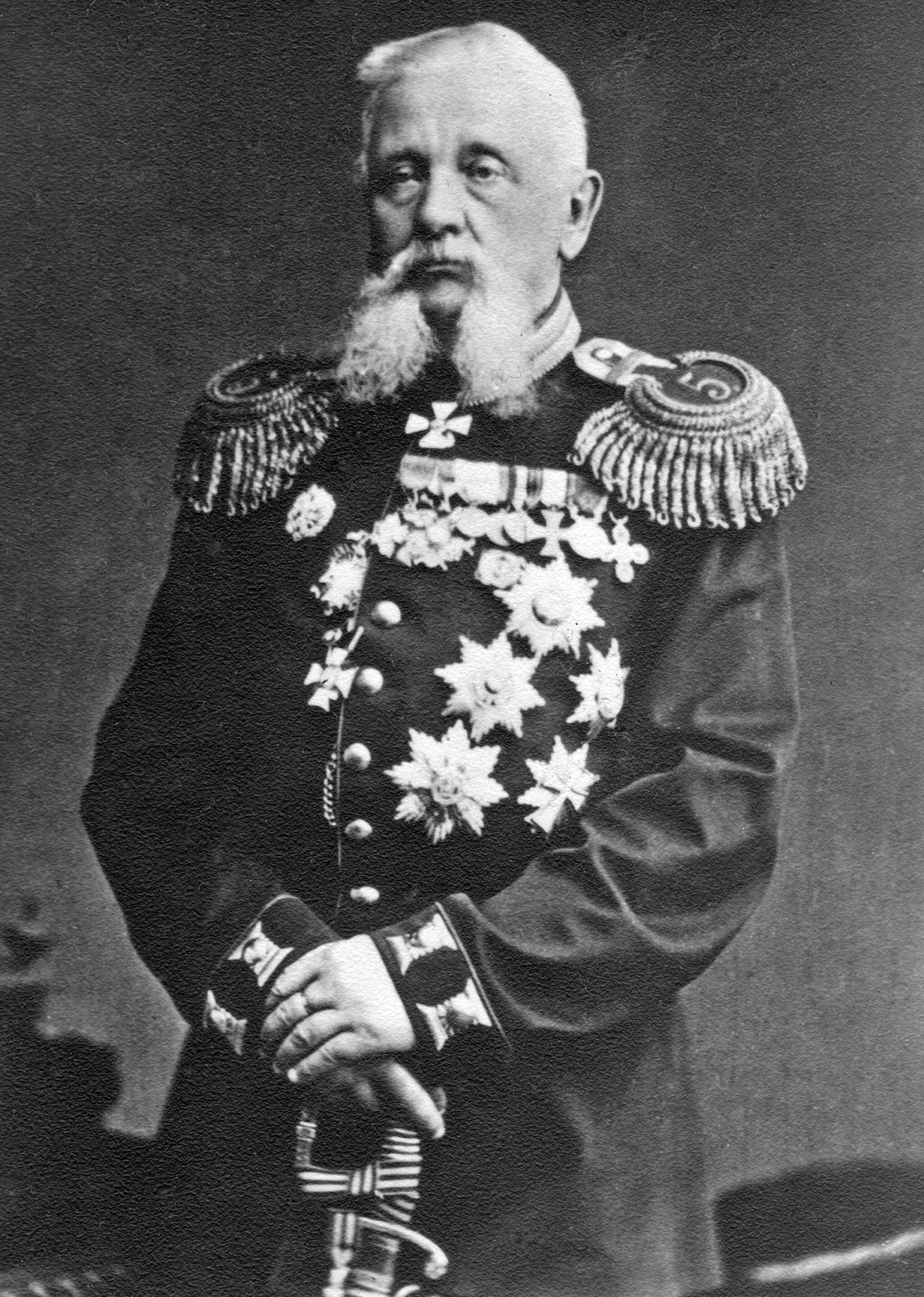
Nikolai Karl Gregor von Krüdener, 1880

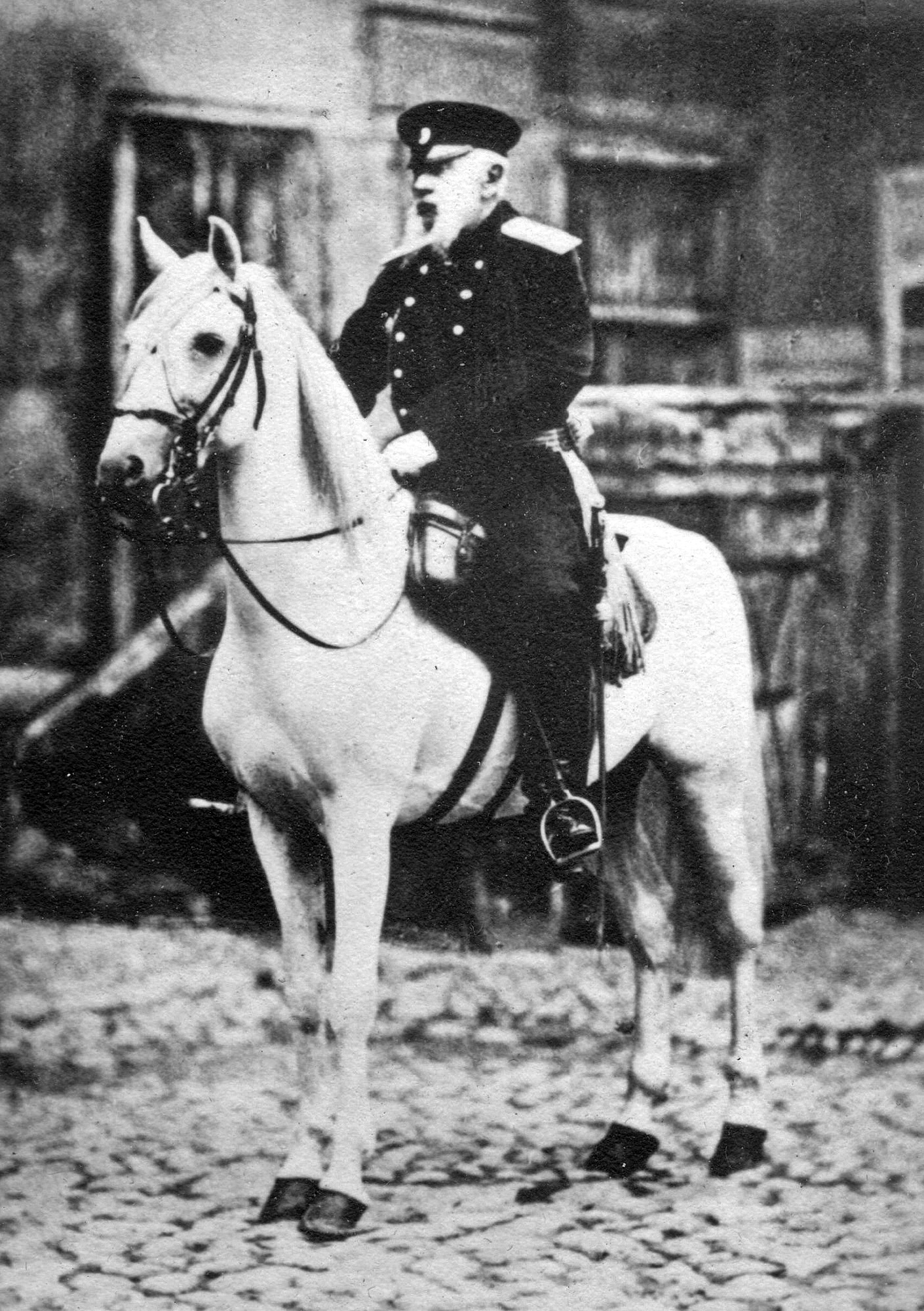
Nikolai Karl Gregor von Krüdener, 1880

Nikolai Karl Gregor von Krüdener (russisch Николай Павлович Криденер; * 26. Februarjul. / 10. März 1811greg. in Reval; † 5. Februarjul. / 17. Februar 1891greg. in Warschau) war ein russischer General der Infanterie deutsch-baltischer Abstammung.

## Leben

### Herkunft und Familie
Nikolai war Angehöriger des deutsch-baltischen Adelsgeschlechts von Krüdener. Seine Eltern waren der russische Major Paul von Krüdener (1756–1833) und Anna Maria, geborene Freiin von Stackelberg aus dem Hause Ottenküll (1769–1829). Aus seiner mit Annette Redner (Rödener) (1813–1879) geschlossenen Ehe ging der Sohn Theodor von Krüdener (1841–1898), der bis zum russischen Generalmajor aufstieg, hervor.

### Werdegang
Nikolai Pawlowitsch wurde 1811 in Livland geboren. Er besuchte die Nikoalajewsker Ingenieurschule, die er mit einer vollwertigen Ingenieurausbildung abschloss. Er war seit 1828 Offizier in der Kaiserlich Russischen Armee und trat 1833 in die kaiserliche Militärakademie ein, nach seinem Abschluss wurde er in den Generalstab versetzt. Im Jahr 1849 wurde er Oberst und Bataillonsführer im Regiment des Prinzen Eugen von Württemberg ernannt und 1858 erhielt er das Kommando über das Kexholmer Grenadier-Regiment.
1863 wurde er zum Befehlshaber der 27. Infanterie-Division ernannt, mit der er an der Unterdrückung des polnischen Aufstandes teilnahm, und erhielt einen goldenen Ehrensäbel. Er wurde 1865 zum Generalleutnant befördert und erhielt 1876 das Kommando über des IX. Armeekorps, das während des Russisch-Osmanischen Krieges bei der Donauarmee gegen die Türken eingesetzt wurde. Der Handstreich gegen die Festung von Nikopol, den er bis 16. Juli 1877 unternahm, wurde mit dem Orden des Heiligen Georg 3. Klasse belohnt. In der zweiten Schlacht von Plewna am 30. Juli 1877 war er Kommandeur einer 35.000 Mann starken Korpsgruppe. Obwohl seine Angriffe von den türkischen Truppen unter Osman Pascha blutig abgeschlagen worden war, behielt er die Führung des IX. Armeekorps. Er leitete zusammen mit General Skobelew die linke Kolonne der Angriffstruppen vor Plewna und wurde mit seinen Truppen im Dezember den Truppen von General Gurkos zugeteilt, welche im Winter den zweiten Marsch über den Balkan vollbrachten. Am Ende des Krieges wurde er zum General der Infanterie befördert und zum stellvertretenden Kommandeur des Warschauer Militärbezirks ernannt.